# Tankesmedjan Tiden
Tankesmedjan Tiden, tidigare Arbetarrörelsens Tankesmedja, är en svensk socialdemokratisk tankesmedja, bildad 2006 som en ideell förening av Landsorganisationen i Sverige (LO), Arbetarnas bildningsförbund (ABF) och Socialdemokratiska arbetarepartiet (SAP). Den 30 januari 2014 bytte tankesmedjan namn till sitt nuvarande.
Tankesmedjan Tidens uppdrag är att bidra till idédebatt och analys som förnyar arbetarrörelsens frihets- och jämlikhetssträvan. Tankesmedjan vill skapa debatt, opinionsbilda och formulera konkreta förslag kring frågor som rör bland annat jämlikhet, globalisering, mänskliga rättigheter och välfärd.
Tankesmedjan ger ut politiska rapporter i olika ämnen, tidskriften Tiden Magasin (grundad 1908), podden ”Idéer & politik” samt driver den opinionsbildande Facebooksidan ”Sverige inför verkligheten”. Man arrangerar också seminarier, debatter och konferenser.

## Historia
Tankesmedjan Tiden grundades 2006 med namnet Arbetarrörelsens tankesmedja, genom en sammanslagning av tankesmedjan Idé & Tendens (som drevs av SAP och ABF) och delar av LO Idédebatts (startad 1996) verksamhet. Ordinarie verksamhetschefer sedan starten har varit Ove Andersson, Jesper Bengtsson och Daniel Färm.
Några år efter grundandet flyttades utgivningen av tidskriften Tiden Magasin, startad 1908 av Hjalmar Branting, över och ges sedan dess ut av Tankesmedjan Tiden.

## Verksamhet
I föreningens ordinarie verksamhet ingår att:
- göra analyser av samhällsförändringar
- utveckla idéer och stimulera en idédiskussion i för medlemmarna viktiga framtidsfrågor
- bygga nätverk för att understödja denna idéutveckling.

Tankesmedjan Tiden är samarbetspartner och medlem i den europeiska Bryssel-baserade tankesmedjan Foundation for European Progressive Studies, FEPS. De två gav tillsammans 2009 ut rapporten Making Europe Nobel Laureates in Education, författad av Pär Nuder och Sebastian de Toro om utbildningspolitiken i EU-länderna.

## Politiska rapporter
Sedan starten 2006 har Tankesmedjan Tiden givit ut ett stort antal rapporter och analyser, bland annat på politikområdena arbetsmarknad, välfärd, skola, pension, skatter, miljö och klimat, migration och i EU-frågor.
Bland de rapporter som utgivits kan nämnas En funktionshinderpolitik för 2020-talet, med förslag för ett mer inkluderande samhälle, av Alexandra Völker och Lars Lindberg. 3:12 – Arbete eller kapital?, hur systemet med inkomstomvandling kan reformeras, av Athina Swahn och Nils Lager. Ordning och reda i vandringstid, om det svenska och europeiska asylsystemet, av Anne-Marie Lindgren, Martin Rynoson, Lars Stjernkvist och Daniel Färm. Skatta och lyckliga – Idéer för mer rättvisa skatter av Åsa-Pia Järliden Bergström, Daniel Färm och Balder Bergström samt Högerfront mot public service, en granskning av de borgerliga partiernas opinionsbildande arbete för att försvaga SVT, SR och UR, av Jesper Bengtsson.